# Пущаровский, Дмитрий Юрьевич
Дми́трий Ю́рьевич Пущаро́вский (род. 16 мая 1944 года, Москва) — советский и российский учёный-геолог и кристаллохимик, профессор. Декан (2002—2021) и президент (с 2021) геологического факультета МГУ им. М. В. Ломоносова. Академик Российской академии наук (2008), заслуженный деятель науки РФ (2004). Лауреат премии МГУ им. М. В. Ломоносова за преподавательскую деятельность (2001).

## Биография
Родился 16 мая 1944 года Москве, в семье геолога Ю. М. Пущаровского.
В 1967 году окончил геологический факультет МГУ, и остался работать на факультете.
В 1971 году защитил кандидатскую диссертацию «Рентгеноструктурное исследование природных и искусственных Zn, Mn-минералов: K2 Mn2 Zn4 Si4 O15, Zn-миларита и леграндита». В 1984 году защитил докторскую диссертацию по теме «Кристаллохимия минералов и синтетических соединений с тетраэдрическими анонами».
В 1990 году стал заместителем декана по научной работе, а в 2002 году — деканом факультета. В ноябре 2021 года назначен президентом геологического факультета МГУ.
С 1992 года — профессор Кафедры кристаллографии и кристаллохимии.

## Научная деятельность
Научные интересы лежат в области кристаллохимии, структурной кристаллографии и структурных принципов минералов. Работы Д. Ю. Пущаровского посвящены разработке новых аспектов структурной минералогии и кристаллохимии силикатов и фосфатов, закономерностям их ассоциации и кристаллогенезиса.

### Членство в организациях
- 1979 — Российское минералогическое общество.
- 1998 — Председатель Комиссии по систематике минералов Международной минералогической ассоциации.
- 2000 — Член-корреспондент РАН.
- 2002 — Член комиссии «Структура минералов и неорганических соединений» Международного союза кристаллографов.
- 2005 — Почётный член Минералогического общества Австрии.
- 2008 — Академик РАН.

Редактор журналов:
- с 15 июля 1985 — Кристаллография.
- с 1 февраля 1990 — Вестник Московского университета. Серия 4: Геология.
- с 15 августа 2004 — European Journal of Mineralogy, Германия.
- с 10 июля 2008 — Записки Российского минералогического общества.

### Основные работы
Автор и редактор более 380 научных публикаций, среди них книги:
- Белов Н. В., Пущаровский Д. Ю., Победимская Е. А. и др. Проблемы кристаллохимии силикатов. М.: ВИНИТИ, 1980. 183 с.
- Победимская Е. А., Пущаровский Д. Ю., Карпов О. Г. Структурные типы редкоземельных силикатов, германатов и фосфатов. М.: Изд-во МГУ, 1984. 85 с.
- Пущаровский Д. Ю. Структурная минералогия силикатов и их синтетических аналогов. М.: Недра, 1986. 160 с.
- Расцветаева Р. К., Пущаровский Д. Ю. Кристаллохимия сульфатов. М.: ВИНИТИ, 1989. 172 с.
- Пущаровский Д. Ю. Рентгенография минералов: Учеб для геол. специальностей вузов. М.: Геоинформмарк, 2000. 295, [1] с.
- Пущаровский Д. Ю., Булычев А. А., Хмелевской В. К. Инновационные магистерские программы Геологического факультета МГУ имени М. В. Ломоносова. М.: Изд-во МГУ, 2007. 334 с.
- Пущаровский Ю. М., Пущаровский Д. Ю. Геология мантии Земли. М.: ГЕОС, 2010. 138 с.
- Пущаровский Д. Ю. Записки декана. М.: ГЕОС, 2010. 175 с.
- Пущаровский Д. Ю. Структура и свойства кристаллов. М.: ГЕОС, 2022. 260 с.
- Пущаровский Д. Ю. Минералогическая кристаллография издательство Наука (Москва) , ISBN 978-5-6041576-1-9, 342 с., 2020 г.
- Пущаровский Д. Ю. Современная кристаллография: полезна ли она наукам о Земле? // Вестник Московского университета. Серия 4: Геология. 2022. № 1. С. 3-23.
- Пущаровский Д. Ю. В кругу университетских геологов. М.: ГЕОС, 2023. 297 с.

## Награды и премии
- 1997 — Медаль «В память 850-летия Москвы»
- 2001 — Лауреат премии МГУ им. М. В. Ломоносова за преподавательскую деятельность.
- 2003 — Почетный разведчик недр
- 2004 — заслуженный деятель науки РФ.
- 2005 — медаль Фридриха Беке (Friedrich Becke Medaille) от Минералогического общества Австрии.
- 2009 — Заслуженный профессор МГУ.
- 2011 — Орден Дружбы — за заслуги в области образования и многолетнюю плодотворную деятельность[7]
- 2013 — Орден В. И. Вернадского от Фонда им. В. И. Вернадского.
- 2015 — Премия имени Е. С. Фёдорова.
- 2021 — Орден Александра Невского.
- 2024 — Юбилейная медаль «300 лет Российской академии наук»
- 2025 — Почётная грамота Президента Российской Федерации — за заслуги в подготовке высококвалифицированных специалистов, научно-педагогической деятельности и многолетнюю добросовестную работу[8]

## Признание заслуг
В честь Д. Ю. Пущаровского были названы:
- пущаровскит — минерал[9]; утверждён IMA 1995—048[10].